# Agua Fría, Tihuatlán
Agua Fría är en ort i Mexiko.   Den ligger i kommunen Tihuatlán och delstaten Veracruz, i den sydöstra delen av landet, 230 km nordost om huvudstaden Mexico City. Agua Fría ligger 22 meter över havet och antalet invånare är 389.
Terrängen runt Agua Fría är platt. Runt Agua Fría är det ganska tätbefolkat, med 172 invånare per kvadratkilometer. Närmaste större samhälle är Tuxpan de Rodríguez Cano, 16,1 km nordost om Agua Fría. Trakten runt Agua Fría består till största delen av jordbruksmark.